# トラスカラ王国

トラスカラ王国
Tlahtōlōyān Tlaxcallan

1519年のトラスカラ（Tlaxcala）の地図

エルナン・コルテスの征服路。道中にトラスカラ（Tlaxcala）がある。

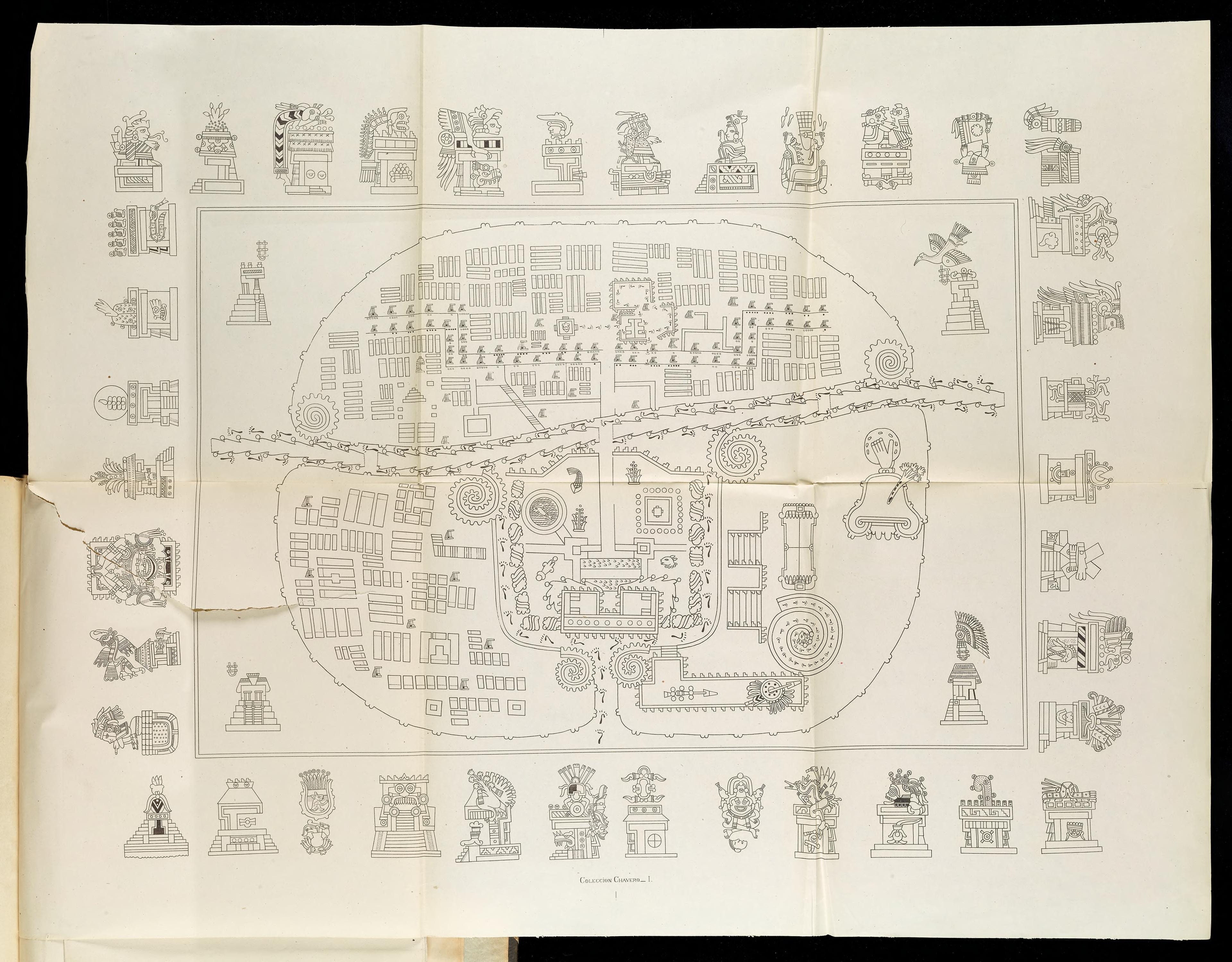
トラスカラの地図

トラスカラ王国（ナワ語群: Tlaxcallān）とは、かつてメキシコにあったアメリカ先住民（インディオ）の都市国家。人口25万人、面積4,500km²(1519年)だったと推定されている。
メキシコ中央部を支配していたアステカと敵対しており、アステカの王モクテスマ2世からの攻撃を何度か受けていた。両者ともに生贄を捧げる習慣があり、生贄の確保と戦士の訓練のため、儀式的な戦争（花戦争）を行っていた。
1519年にメキシコに上陸したエルナン・コルテス率いるスペイン軍との戦闘の末、コルテスに降伏した。その後アステカに対抗するためにコルテスの同盟者となり、アステカ滅亡に大きな役割を果たした。